# Mannesmann-Prozess
Der Mannesmann-Prozess war ein aufsehenerregendes deutsches Wirtschaftsstrafverfahren in den Jahren 2004 bis 2006 vor dem Landgericht Düsseldorf. Gegenstand des Verfahrens waren Prämienzahlungen im Zusammenhang mit der feindlichen Übernahme von Mannesmann durch die Vodafone Group im Jahre 2000. Insbesondere die Höhe der gezahlten Prämien, die Prominenz einiger Angeklagter und die zu entscheidende, damals ungeklärte, Rechtsfrage, ob es zulässig ist, Angestellten Prämien zu gewähren, auf die sie nach ihrem Dienstvertrag keinen Anspruch haben, verschafften dem Prozess große Aufmerksamkeit in Medien und Öffentlichkeit.

## Tatvorwurf
Den Angeklagten Joachim Funk (ehemals Vorstandsvorsitzender und Aufsichtsratschef der Mannesmann AG), Josef Ackermann (ehemals Vorsitzender des Vorstands der Deutschen Bank), Klaus Zwickel (ehemals Vorsitzender der IG Metall) und Jürgen Ladberg (ehemals Betriebsratsvorsitzender der Mannesmann AG) wurde vorgeworfen, als Mitglieder des Aufsichtsratsausschusses für Vorstandsangelegenheiten (Präsidium) der früheren Mannesmann AG im engen zeitlichen Zusammenhang mit dessen Übernahme durch das britische Telekommunikationsunternehmen Vodafone Airtouch plc durch Zuerkennung freiwilliger Sonderzahlungen und Abgeltung von Pensionsansprüchen Untreue im Sinne des § 266 StGB zum Nachteil der Mannesmann AG begangen zu haben. Die Angeklagten Klaus Esser (damals Vorstandsvorsitzender der Mannesmann AG) und Dietmar Droste (damals Leiter der für die Betreuung der aktiven Vorstandsmitglieder zuständigen Abteilung) sollen mehrere Taten durch die Vorbereitung von Beschlüssen und deren Umsetzung unterstützt haben (Beihilfe zur Untreue gemäß § 27 StGB). Den an den Entscheidungen beteiligten Präsidiumsmitgliedern soll bewusst gewesen sein, dass die Sonderzahlungen, die als Anerkennungsprämien für die in der Vergangenheit erbrachten besonderen Leistungen bezeichnet wurden, tatsächlich für die Mannesmann AG nutzlos waren und die Empfänger unrechtmäßig bereicherten.

## Chronologie
- 14. November 1999: Vodafone-Chef Chris Gent legt den Mannesmann-Aktionären ein Übernahmeangebot vor; Mannesmann Vorstands-Chef Klaus Esser lehnt ab und sucht selbst nach Fusionspartnern
- 3. Februar 2000: Mannesmann und Vodafone beschließen nach einem teuren Kampf um die Gunst der großen Investoren eine Fusion
- 4. und 17. Februar 2000: der Mannesmann-Aufsichtsrat tagt und befasst sich mit Sonderzahlungen an Manager.[1]
- 18. Februar 2000: Die IG Metall veröffentlicht eine Presseerklärung. Sie schreibt darin, die Sonderzahlungen seien „unanständig hoch und für keinen Arbeitnehmer mehr nachvollziehbar“.[1]
- 23. Februar 2000: Die Stuttgarter Anwälte Binz und Sorg erstatten Strafanzeige gegen Esser wegen Verletzung des Aktiengesetzes
- 17. Februar 2003: Die Staatsanwaltschaft erhebt Anklage wegen Untreue gegen Esser, die Mitglieder des Aufsichtsrats Joachim Funk, Josef Ackermann, Klaus Zwickel, Jürgen Ladberg und Protokollführer Dietmar Droste
- 22. Juli 2004: Das Düsseldorfer Landgericht spricht die sechs Angeklagten frei; die Staatsanwaltschaft kündigt Revision vor dem Bundesgerichtshof (BGH) an
- 21. Dezember 2005: Der BGH verweist das Verfahren an das Landgericht Düsseldorf zurück
- 26. Oktober 2006: Die Neuauflage des Mannesmann-Verfahrens beginnt
- 29. November 2006: Das Verfahren wird eingestellt[2]

## Erster Prozess vor dem Landgericht Düsseldorf
Im Laufe des Verfahrens wurden zahlreiche prominente Zeugen vernommen, unter anderem Chris Gent (Ex-CEO Vodafone), Julian Horn-Smith (COO Vodafone), Canning Fok (Managing Director Hutchison Whampoa), Alexander Dibelius (Deutschlandchef Goldman Sachs) und Henning Schulte-Noelle (Aufsichtsratschef Allianz).
Am 23. Juni 2004 beantragte die Staatsanwaltschaft für Joachim Funk eine Freiheitsstrafe von drei Jahren und für Klaus Esser eine Freiheitsstrafe von zwei Jahren und sechs Monaten. Josef Ackermann sollte wegen Untreue in einem besonders schweren Fall eine Freiheitsstrafe von zwei Jahren, Klaus Zwickel eine Freiheitsstrafe von einem Jahr und zehn Monaten bekommen. Ebenfalls eine Freiheitsstrafe wurde für Jürgen Ladberg gefordert. Der Mannesmann-Mitarbeiter Dietmar Droste sollte eine Freiheitsstrafe von einem Jahr erhalten. Bei den Angeklagten Ackermann, Zwickel, Ladberg und Droste sollte die Vollstreckung der Strafe zur Bewährung ausgesetzt werden.
Am 22. Juli 2004 ging der Prozess nach 24 Wochen, 37 Verhandlungstagen und 55 Zeugenvernehmungen zu Ende. Alle Angeklagten wurden freigesprochen.
Das Landgericht stellte fest, dass bei der Gewährung der Anerkennungsprämie für den Vorstandsvorsitzenden Esser und vier weitere Vorstandsmitglieder die Angeklagten Funk, Ackermann und Zwickel aktienrechtlich pflichtwidrig gehandelt und ihre gegenüber der Mannesmann AG obliegende Vermögensbetreuungspflicht verletzt hätten. Jedoch sei bei risikoreichen unternehmerischen Entscheidungen Voraussetzung für die Strafbarkeit wegen Untreue eine „gravierende“ Pflichtverletzung, die bei den Angeklagten zu verneinen sei. Deshalb hätten die Angeklagten Esser und Droste hierzu auch nicht Beihilfe leisten können. Hinsichtlich der Gewährung einer Anerkennungsprämie für den Angeklagten Funk hätten die Angeklagten Ackermann und Zwickel zwar den Tatbestand der Untreue erfüllt, da hier eine gravierende Verletzung der Vermögensbetreuungspflicht vorliege. Jedoch hätten sie sich insoweit in einem schuldausschließenden unvermeidbaren Verbotsirrtum (§ 17 StGB) befunden. (AZ: XIV 5/03 – Urteil vom 22. Juli 2004 – Landgericht Düsseldorf – NJW 2004, 3275).
Im Rahmen der Urteilsverkündung sparte die Vorsitzende auch nicht mit Kritik an der Öffentlichkeit: Insbesondere Politiker hätten versucht, sie zu beeinflussen und eine Verurteilung zu erreichen. Die Staatsanwälte hätten die Presse instrumentalisiert; Diskussionen seien oft auf Stammtisch-Niveau geführt worden. Die Verhandlungsführung der Kammervorsitzenden war zuvor in der Presse kritisiert worden. Als sich nach einem „Rechtsgespräch“ der Freispruch bereits abzeichnete, hatten mehrere Strafrechtsprofessoren und Praktiker ihr Unverständnis geäußert, was ein Journalist unter der Überschrift Klassenjustiz darstellte.

## Revisionsurteil des Bundesgerichtshofs
Die Staatsanwaltschaft Düsseldorf legte gegen das freisprechende Urteil des Landgerichts Revision ein. Die Revision wurde von dem Generalbundesanwalt vertreten. Am 20. und 21. Oktober 2005 fand vor dem Bundesgerichtshof eine mündliche Verhandlung statt.
Mit Urteil vom 21. Dezember 2005 stellte der Bundesgerichtshof (BGH) das Verfahren hinsichtlich eines Anklagepunktes ein, da es insoweit an der Verfahrensvoraussetzung einer zugelassenen Anklage fehle. Im Übrigen hob der BGH das Urteil des Landgerichts Düsseldorf mit den Feststellungen auf und verwies die Sache zu neuer Verhandlung und Entscheidung an eine andere Strafkammer des Landgerichts Düsseldorf zurück. (AZ: 3 StR 470/04)
Der BGH entschied, dass sich die Angeklagten nach den Feststellungen des Landgerichts der Untreue bzw. der Beihilfe hierzu schuldig gemacht haben und dass das Landgericht keine ausreichenden Feststellungen dazu getroffen habe, dass sich die Angeklagten in einem unvermeidbaren Verbotsirrtum befunden hätten.
Der BGH fasste die maßgeblichen, auch über den konkreten Fall hinaus bedeutsamen, Aussagen des Urteils in folgenden Leitsätzen zusammen:
1. Bewilligt der Aufsichtsrat einer Aktiengesellschaft für eine erbrachte dienstvertraglich geschuldete Leistung einem Vorstandsmitglied nachträglich eine zuvor im Dienstvertrag nicht vorgesehene Sonderzahlung, die ausschließlich belohnenden Charakter hat und dem Unternehmen keinen zukunftsbezogenen Nutzen bringt (kompensationslose Anerkennungsprämie), liegt hierin eine treupflichtwidrige Schädigung des anvertrauten Gesellschaftsvermögens.
2. Die zur Erfüllung des Tatbestandes der Untreue erforderliche Verletzung der Vermögensbetreuungspflicht muss auch bei unternehmerischen Entscheidungen eines Gesellschaftsorgans nicht zusätzlich „gravierend“ sein.

## Zweiter Prozess vor dem Landgericht Düsseldorf
Am 26. Oktober 2006 begann die erneute Verhandlung vor der X. Großen Strafkammer des Düsseldorfer Landgerichts. Ursprünglich waren zunächst 25 Verhandlungstage bis Ende Februar angesetzt. Am 24. November 2006 wurde die Möglichkeit einer Einstellung des Mannesmann-Prozesses bekannt gegeben. Bei dem Prozess ging es ursprünglich um einen Schaden von 58 Millionen Euro. Ackermann gab zum Prozessauftakt Ende Oktober bekannt, dass er jährlich 15 bis 20 Millionen Euro brutto verdiene. Das Verfahren wurde am 29. November 2006 gegen eine Geldauflage (§ 153a Abs. 2 StPO) in Höhe von 5,8 Millionen Euro auf Grund eines Antrags der Verteidiger, dem die Staatsanwaltschaft zustimmte, vorläufig eingestellt. Dabei sollte Ackermann 3,2 und Esser 1,5 Millionen Euro zahlen. Der ehemalige Aufsichtsratsvorsitzende Joachim Funk sollte eine Million Euro und Ex-IG-Metall-Chef Klaus Zwickel 60.000 Euro zahlen. Für den Betriebsratsvorsitzenden Jürgen Ladberg legte das Gericht eine Geldauflage in Höhe von 12.500 Euro und für den Manager Dietmar Droste von 30.000 Euro fest. Nach Erfüllung der Auflagen wurde das Verfahren durch die Strafkammer mit Beschluss vom 5. Februar 2007 endgültig gemäß § 153a StPO eingestellt. Gleichzeitig wurden 40 % der Auflagen – insgesamt 2.321.000 € – an über 350 gemeinnützige Einrichtungen verteilt. Die restlichen 60 % wurden der Staatskasse zugewiesen. Die Angeklagten waren mit der Einstellung des Verfahrens nicht vorbestraft. Josef Ackermann blieb Deutsche-Bank-Manager.

## Reaktionen auf die Einstellung des Verfahrens
Der rechtspolitische Sprecher der Fraktion Bündnis 90/Die Grünen, Jerzy Montag, sagte, jeder Otto-Normalbürger bekomme bei Straftaten mit einigen Tausend Euro Schaden die volle Härte des Gesetzes zu spüren. „Nicht so aber Ackermann & Co. Das öffentliche Interesse an der Aufklärung dieses bislang größten deutschen Wirtschaftsstrafverfahrens mit einem Schaden von über 60 Millionen Euro ist immens und nicht wegzudiskutieren. Es ist ein Skandal, dass sich die Staatsanwaltschaft dieses öffentliche Interesse gegen Zahlung von weniger als drei Monatsgehältern, zahlbar also aus der Portokasse, hat abkaufen lassen.“ Demgegenüber wies das Landgericht Düsseldorf darauf hin, dass im Jahr 2003 von deutschen Gerichten insgesamt 126.174 Verfahren gemäß § 153a StPO gegen Auflagen eingestellt worden seien, wobei die in diesen Fällen Angeklagten ganz überwiegend nicht über besonders hohe Einkünfte oder Vermögen verfügten.